# حمیدرضا ترقی
حمیدرضا ترقی (زاده ۱۳۳۴ در نیشابور) سیاستمدار و از اعضای شورای مرکزی و معاون بین‌الملل حزب موتلفه اسلامی است.
ترقی در نیشابور متولد شد. از جمله مناصب او نمایندگی دوره پنجم مجلس شورای اسلامی از مشهد، عضویت در شورای مرکزی کمیته امداد امام، سردبیری نشریه شما و مدیریت کمیته امداد امام خمینی خراسان بزرگ است.
ترقی در دادگاه محاکمه روزنامه سلام، بعنوان یکی از ۴ شاکی خصوصی (غیر از مدعی‌العموم) حضور داشت. دیگر شاکیان خصوصی محمود احمدی‌نژاد، کامران دانشجو و درویش زاده (نماینده دزفول در مجلس پنجم) بودند.